# Aerides odorata
Aerides odorata Lour., 1790 è una pianta della famiglia delle Orchidacee originaria dell'Asia Sud-Orientale.

## Descrizione

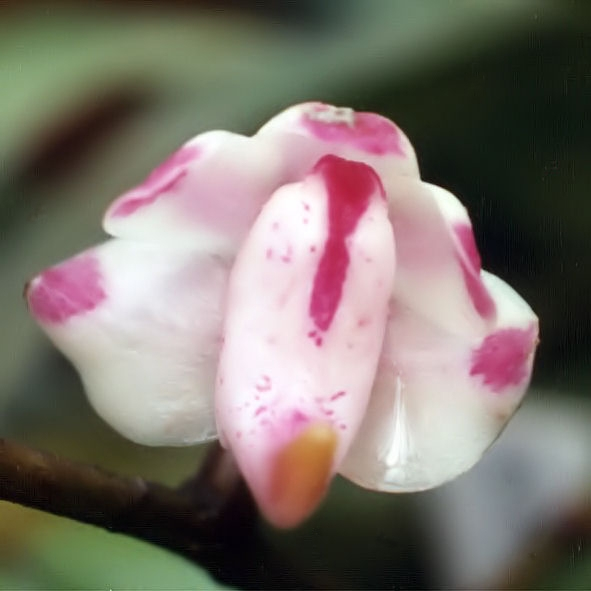
Particolare del fiore

È una orchidea epifita di grande taglia, con fusti eretti ramificati e foglie carnose, ricurve, oblungo-lanceolate. I fiori, molto profumati, sono riuniti in infiorescenze cilindriche molto appariscenti, che raggruppano sino a 30 fiori, lunghe sino a 60 cm., che originano dalle ascelle foliari, ricadendo verso il basso. Fiorisce dalla tarda primavera all'autunno.

## Distribuzione e habitat
Pianta originaria dell'Asia orientale (Himalaya, Bangladesh, India, Nepal, Isole Andamane, Myanmar, Thailandia, Laos, Cambogia, Vietnam, Malaysia peninsulare, Borneo, Sumatra, Giava, Sulawesi e Filippine).
Cresce come epifita nelle foreste sempreverdi di latifoglie da 200 a 2000 m di altitudine.

## Coltivazione
Le piante sono meglio coltivate in vaso e richiedono una posizione luminosa, in piena luce del sole e temperature calde. Nel periodo vegetativo devono essere annaffiate frequentemente. Queste piante andrebbero coltivate in terreno di media consistenza e ben drenato, come le fibre di felce.